# Chrysotimus lunulatus
Chrysotimus lunulatus är en tvåvingeart som beskrevs av Octave Parent 1933. Chrysotimus lunulatus ingår i släktet Chrysotimus och familjen styltflugor. Inga underarter finns listade i Catalogue of Life.